# DCMO5
 (juillet 2018).
Si vous disposez d'ouvrages ou d'articles de référence ou si vous connaissez des sites web de qualité traitant du thème abordé ici, merci de compléter l'article en donnant les références utiles à sa vérifiabilité et en les liant à la section « Notes et références ».
DCMO5 est un émulateur de MO5 Thomson créé par Daniel Coulom. Il est compatible avec Windows, Linux, Mac OS et beaucoup d'autres systèmes.
DCMO5 est un logiciel libre sous licence GPL. Il est programmé en langage C et utilise la bibliothèque graphique SDL.

## Fonctionnalités
DCMO5 émule l'unité centrale équipée du microprocesseur Motorola MC6809E, le clavier, l'écran, le crayon optique et les deux manettes. Il émule également le lecteur de cassette, le lecteur de disquette, les cartouches et l'extension mémoire.
Au niveau logiciel, DCMO5 embarque la ROM du MO5, dont en particulier l'interpréteur BASIC intégré.
Enfin, l'imprimante parallèle est gérée.